# Tacacoma (municipio)
Tacacoma es una localidad y municipio de Bolivia, ubicado en la provincia de Larecaja del departamento de La Paz. El municipio de Tacacoma es uno de los ocho municipios que conforman la provincia. La capital del municipio es la localidad homónima.
Según el último censo oficial realizado por el Instituto Nacional de Estadística de Bolivia (INE) en 2012, el municipio cuenta con una población de 8.182 habitantes y está situado a una altitud promedio de 2500 metros sobre el nivel del mar.
El municipio posee una extensión superficial de 800 km² y una densidad de población de 10,22 hab/km² (habitante por kilómetro cuadrado).

## Demografía
De acuerdo con el censo boliviano de 2024, la población del municipio de Tacacoma es de 9 705 habitantes.
La población del municipio aumentó casi a la mitad entre 1992 y 2024:
| Año  | Habitantes (municipio) | Fuente                  |
| ---- | ---------------------- | ----------------------- |
| 1992 | 6 881                  | Censo boliviano de 1992 |
| 2001 | 6 269                  | Censo boliviano de 2001 |
| 2012 | 8 182                  | Censo boliviano de 2012 |
| 2024 | 9 705                  | Censo boliviano de 2024 |